# Gennady Nikolayev
Gennady Nikolayev (n. 8 iulie 1936, Aşgabat, Republica Sovietică Socialistă Turkmenă, URSS – d. 5 iunie 2013, Moscova, Rusia) a fost un înotător ce a reprezentat Uniunea Republicilor Sovietice Socialiste, medaliat olimpic. A participat la 2 ediții ale Jocurilor Olimpice (1956, 1960) în care a câștigat o medalie de bronz.